# Maimuna inornata
Maimuna inornata är en spindelart som först beskrevs av O. Pickard-Cambridge 1872.  Maimuna inornata ingår i släktet Maimuna och familjen trattspindlar. Inga underarter finns listade i Catalogue of Life.